# Marie Colinet
Marie Colinet (también Marie Colinet de Fabry o Marie Fabry) ( * Ginebra, Suiza, ca. 1560-Berna, ca. 1640), fue una cirujana y comadrona suiza. 
Hija de Eustache Colinet, un impresor suizo, el 25 de julio de 1587 se casó con el cirujano alemán Wilhelm Fabry en la iglesia de St. Gervais en Ginebra. Como comadrona, Colinet perfeccionó en Alemania las técnica de realización del parto por cesárea, que no habían cambiado desde los tiempos de Julio César. Además, asistía a su marido en las operaciones de cirugía y cuidaba de los pacientes durante los viajes del mismo. 
En 1624, Colinet tuvo la idea de usar un imán para extraer metal incrustado en un ojo humano. Su marido escribió una detallada descripción del procedimiento en su libro Centuriae, dejando claro que la idea había sido de su mujer. A pesar de ello, el crédito del descubrimiento lo recibió su marido. 
Colinet fue madre de ocho hijos, de los cuales siete murieron antes que ella.